# Максимова, Елена Александровна
Еле́на Алекса́ндровна Макси́мова (23 ноября 1905, Москва — 23 сентября 1986, там же) — советская киноактриса, Заслуженная артистка РСФСР (1958). Член КПСС с 1945 года.

## Биография
Актриса родилась 23 ноября 1905 года в Москве в семье бакалейщика. Кроме неё родители воспитывали ещё двух дочерей.
В 1918 осталась круглой сиротой. Получив школьный аттестат, устроилась работать на комбинат прессовщицей.
С 1925 по 1927 годы училась на киностудии при Моспрофобре под руководством В. Гардина и К. Эггерта. С 1926 года работает на различных киностудиях Москвы и Ленинграда. Первая роль в кино Лукерья в фильме О. Преображенской «Бабы рязанские». В знаменитом фильме А. Довженко «Земля» стала первой актрисой, полностью обнажившейся на советском экране.
Елена Александровна играла всегда достоверно, её образы запоминались надолго. Героини актрисы чаще всего деятельные, энергичные. Но она создавала и лирические, мягкие образы. Елена Максимова прослужила советскому кинематографу почти шестьдесят лет. В основном снималась в крошечных эпизодах, редко на втором, чаще на третьем, четвёртом плане.
Умерла в 1986 году в клинике для ветеранов. Прах заслуженной артистки РСФСР согласно завещанию был развеян над рекой Чёрной в Московской области.

### Семья
- Муж — Георгий Николаевич Лукьянов (ум. 1983), инженер Всесоюзного теплотехнического научно-исследовательского института имени Дзержинского.
- Сын — Глеб Георгиевич Лукьянов (ум. 1999), оператор, работал на Моснаучфильме и в ТО «Экран» ЦТ.
- Внук — Андрей Глебович Лукьянов (род. 1958), журналист, поэт, киноактёр.

## Признание и награды
- Орден «Знак Почёта» (6 марта 1950) — за выдающиеся заслуги в развитии советской кинематографии, в связи с 30-летием советского кинематографа[4].
- Заслуженная артистка РСФСР (1958).

## Творчество

### Художественные фильмы
1. 1927 — Бабы рязанские — Лукерья
2. 1928 — Светлый город — Марусенька
3. 1929 — Последний аттракцион — Полли
4. 1929 — Посторонняя женщина — барышня
5. 1929 — Чины и люди — горничная
6. 1929 — Хромой барин — Анчутка
7. 1930 — Земля — Наталья, невеста Василя
8. 1930 — Тихий Дон — Дарья
9. 1932 — Лицо врага — Даша
10. 1932 — Моряки защищают родину — Елена
11. 1933 — В последнюю ночь — Глаша
12. 1933 — Горячая кровь — Маруся, жена Гришки
13. 1935 — Любовь и ненависть — Мария
14. 1935 — Аэроград — жена старовера
15. 1936 — Груня Корнакова — Танька
16. 1937 — Пугачёв — Прасковья
17. 1939 — Поднятая целина — Маланья Петровна Атаманчукова
18. 1939 — Личное дело — мать Вити Сурикова
19. 1940 — Тимур и его команда — молочница
20. 1942 — Принц и нищий — нищая
21. 1944 — Зоя — женщина в толпе
22. 1948 — Первоклассница — цветочница
23. 1948 — Молодая гвардия — мать Вали Борц
24. 1951 — Сельский врач — тетя Феня, санитарка
25. 1953 — Адмирал Ушаков — жена лекаря
26. 1954 — Море студёное — Дергачиха, ворожея
27. 1955 — Два капитана — тётя Даша
28. 1955 — Чужая родня — председательница колхоза Варвара Степановна Шубина
29. 1955 — Попрыгунья — крестьянка из Глухова
30. 1956 — За власть Советов — мать Натальи
31. 1956 — Полюшко-поле — Евдокия Ивановна, врач
32. 1957 — Высота —  Берестова
33. 1957 — Тугой узел — мать Саши
34. 1957 — Телеграмма — уборщица на выставке
35. 1957 — Отряд Трубачёва сражается — баба Ивга
36. 1958 — Тихий Дон — мать Кошевого
37. 1958 — Дожди — тётя Паша
38. 1958 — Король бубён — мать Кати
39. 1958 — Чудотворец из Бирюлёва — Манефа
40. 1959 — В степной тиши — Анфиса
41. 1959 — Солнце светит всем — Пелагея Ивановна
42. 1959 — Песня о Кольцове — мать Кольцова
43. 1959 — Строгая женщина — Домна
44. 1960 — Отчий дом — Макариха
45. 1960 — Чудотворная — Жеребиха
46. 1960 — Повесть пламенных лет — мать инвалида
47. 1960 — Испытательный срок — потерпевшая
48. 1961 — Евдокия — Марьюшка
49. 1961 — Академик из Аскании — хозяйка короткоухой свиньи
50. 1961 — В пути — старушка-попутчица
51. 1962 — Вступление — квартирная хозяйка
52. 1962 — Семь нянек — контролёр
53. 1963 — Без страха и упрёка — дворничиха
54. 1963 — Это случилось в милиции — Алевтина Борисовна Кравченко, повар в детском доме
55. 1963 — Встреча на переправе — женщина в лодке
56. 1964 — Зелёный дом — Марфа Николаевна, мать Наташи и Оли
57. 1964 — Отец солдата — бабушка Бори
58. 1964 — Остров Колдун — Марья Степановна
59. 1965 — Рано утром — мать Жени Горохова
60. 1965 — Любимая — Нина Петровна, тётя Иры
61. 1965 — Чёрный бизнес — тётя Маша
62. 1965 — Они не пройдут — пассажирка трамвая
63. 1966 — Чужое имя — бабушка
64. 1966 — Такой большой мальчик — Филипповна
65. 1967 — Цыган — Лущилиха
66. 1968 — Иван Макарович — Наталья Афанасьевна
67. 1969 — Только правда / Zeit zu leben (ГДР) — русская женщина
68. 1971 — Объяснение в любви к Г. Т. / Liebeserklärung an G.T. (ГДР) — старушка
69. 1971 — Пропажа свидетеля — мать Михаила Балабина
70. 1971 — Случай с Полыниным — домработница в доме Балакиревых
71. 1971 — Всего три недели... — Мария Васильевна, мать Лященко
72. 1973 — Эта весёлая планета — мать Прохора
73. 1973 — Калина красная — гостья Байкаловых
74. 1973 — За облаками — небо — мать Евгения
75. 1973 — Юнга Северного флота — спекулянтка в сцене в отделении милиции
76. 1974 — Совесть — санитарка в институте имени Н. В. Склифосовского
77. 1974 — Исполнение желаний — Анна Филипповна
78. 1975 — Что с тобой происходит? — нянечка в детском саду
79. 1975 — Эта тревожная зима — няня Лиза
80. 1976 — Безотцовщина — Глафира
81. 1977 — А у нас была тишина… — бабушка
82. 1977 — Солдат и слон  — колхозница
83. 1977 — Следствие ведут ЗнаТоКи. Любой ценой — Прасковья Андреевна
84. 1978 — Фотографии на стене — Матрёна Фёдоровна, «Жаба»
85. 1978 — Лекарство против страха — соседка Лыжина
86. 1979 — Выстрел в спину — Вера Николаевна
87. 1979 — По данным уголовного розыска… — старуха Веденеева
88. 1981 — Тайна записной книжки — Петровна
89. 1981 — Будем ждать, возвращайся — бабушка
90. 1981 — Карнавал — посетительница ломбарда
91. 1982 — Возвращение резидента — Марья Алексеевна, соседка Уткина
92. 1982 — Россия молодая — старуха
93. 1983 — Золотые рыбки — Ложкина
94. 1984 — Шанс — Прасковья
95. 1984 — Маленькое одолжение — бабушка на свадьбе

### Киножурнал «Ералаш»
- 1981 — Выпуск № 28 (сюжет «Портфель») — прохожая

### Озвучивание
- 1979 — Завтрак на траве — повар тётя Паша (роль Валентины Телегиной)